# Węgliki w stali
Węgliki w stali – typowy składnik strukturalny występujący w stali. 
Rozpuszczalność węgla w ferrycie wynosi do 0,02% wagowo, w związku z tym zarówno w stalach węglowych, jak i w stalach stopowych wydzielają się różnego rodzaju węgliki, z których najpowszechniejszym jest cementyt.

## Pierwiastki węglikotwórcze w stali
Niektóre pierwiastki stopowe dodawane do stali mają większe powinowactwo do węgla niż żelazo, stąd dość często w stalach występują węgliki stopowe, często oznaczane jako MACB, gdzie C oznacza węgiel, A i B – stechiometrię otrzymywanej fazy, a M oznacza mieszaninę metali wchodzących w skład komórki elementarnej tego węgliku. Często w skład jednej komórki elementarnej mogą wchodzić różne pierwiastki stopowe skłonne tworzyć daną stechiometrię, jak również żelazo. Stosunek atomów poszczególnych pierwiastków zależny jest od składu chemicznego stali i temperatury jej obróbki, jak również temperatury wydzielania danego węgliku. W stopach żelaza największą rolę odgrywają węgliki chromu, wanadu, wolframu, tytanu i niobu.

## Rodzaje węglików
W stalach mogą występować następujące rodzaje węglików:
| Rodzaj           | Sieć krystalograficzna                                   | Stosunek Fe, M/C |
| κ                | heksagonalna, a=6,9 c=4,8 Å                              | 1,37             |
| ε                | heksagonalna, a=2,737 c=4,339 Å                          | 2,4-3            |
| χ / węglik Hagga | jednoskośna, a=11,536 b=3,573 c=5,058 Å β=97,44°         | 2,2 lub 2,5      |
| η / M2C          | rombowa, a=4,704 b=4,318 c=2,830 Å                       | 2                |
| Fe3C             | rombowa, a= 4,525 b=5,087 c=6,743 Å                      | 3                |
| M7C3             | rombowa, a=4,526 b=7,010 c=12,142 Å                      | 7/3              |
| (Fe, Si)CX       | rombowa, a=8,8 b=9,0 c=6,743 Å                           |                  |
| (Fe, Si)CX       | rombowa, a=6,5 b=7,7 c=10,4 Å                            |                  |
| (Fe, Si, Mn)CX   | rombowa, a=14,8 b=11,4 c=8,5 Å                           |                  |
| M23C6            | regularna ściennie centrowana, a=10,621 Å                | 23/6             |
| M6C              | regularna ściennie centrowana, a=11,082 Å                | 6                |
| Węglik C         | trójskośna, a=6,38 b=5,05 c=4,59 Å α=90° β=70,1° γ=84,7° |                  |

Rodzaj powstających węglików zależy od temperatury. W niskich temperaturach ograniczona jest dyfuzja pierwiastków stopowych, w związku z czym powstają węgliki bogate w węgiel, o niskim współczynniku M/C. Wraz ze wzrostem temperatury dyfuzja przyśpiesza, umożliwiając powstanie węglików o większym nasyceniu pierwiastkami stopowymi.
Jednocześnie ze względu na etap obróbki, w którym wydzielają się węgliki, wyróżnia się podział na węgliki pierwotne, powstałe w trakcie odlewania i bezpośrednio po (z reguły o dużych rozmiarach), i węgliki wtórne, powstałe w trakcie późniejszej obróbki cieplnej.

## Rola węglików
Węgliki powstające w stali są fazą twardą i kruchą. Ponieważ ich powstawanie wynika ze zmieniającej się wraz z temperaturą rozpuszczalności węgla w austenicie i ferrycie, można uznać, że umacniają stal w sposób wydzieleniowy. Obecność węglików w stali najczęściej podnosi jej twardość, granicę plastyczności i wytrzymałości, a także odporność na zużycie ścierne. Węgliki wolframu i wanadu, ze względu na dużą trwałość, stabilizują właściwości stali w podwyższonych temperaturach. Węgliki odpowiedzialne są także za efekt twardości wtórnej, czyli zwiększenia twardości stali w trakcie odpuszczania. Jednocześnie obecność węglików może niekorzystnie wpływać na udarność, ciągliwość i odporność na pękanie stali. 
Węgliki często powstają na granicach ziaren – miejscach łatwego zarodkowania. W niewielkich ilościach struktura taka jest korzystna, ponieważ ogranicza rozrost ziarna w trakcie austenityzowania lub odpuszczania, jednak wzrost liczby węglików na granicach powoduje powstanie siatki węglików i gwałtowny spadek udarności oraz odporności na pękanie. Również w stalach odpornych na korozje, ze względu na duże powinowactwo chromu do węgla, powstające na granicach ziaren węgliki mogą prowadzić do lokalnego zubożenia składu chemicznego, co powoduje rozwój korozji międzykrystalicznej.